# جون باين (لاعب كرة قدم)
جون باين (بالإنجليزية: John Bain)‏ هو مدرب كرة قدم ولاعب كرة قدم بريطاني، ولد في 3 يونيو 1957 في فلكرك في المملكة المتحدة. لعب مع نادي بريستول سيتي ونادي برينتفورد.